# Hans Brandl (Politiker)
Johann „Hans“ Brandl (* 10. September 1921 in Halltal; † 13. September 2006 in Leoben) war ein österreichischer Politiker (SPÖ). Er war von 1953 bis 1986 Mitglied des steirischen Landtages sowie von 1969 bis 1994 Bürgermeister der damals noch eigenständigen Gemeinde Sankt Sebastian. Daneben war er Gewerkschafter der österreichischen Bundesforste.

## Leben
Hans Brandl wurde am 10. September 1921 als uneheliches Kind der Holzarbeiterstochter Sophie Brandl (* 13. Mai 1898 in Halltal bei Mariazell) im Rechengraben in Halltal geboren und am 12. September 1921 auf den Namen Johann getauft. Am 9. Juli 1932 erhielt er seine Konfirmation. Er begann nach dem Besuch der Pflichtschule 1937 bei den österreichischen Bundesforsten zu arbeiten. Zu jener Zeit wurde er auch Mitglied der Gewerkschaft und trat in die SDAP ein. In Mariazell erfolgte am 6. Dezember 1949 die kirchliche Trauung mit seiner Johanna (geborene Demmerer). Bei den Bundesforsten war Brandl auch Mitglied im Betriebsrat und stieg 1957 zum Zentralbetriebsratobmann für die Steiermark auf. Nach der Landtagswahl in der Steiermark 1953 zog Brandl in den steirischen Landtag ein, dem er bis 1986 über insgesamt acht Amtsperioden angehörte. Er gehört damit zu den am längsten gedienten Abgeordneten des steirischen Landtages. Im Jahr 1969 wurde Brandl auch zum Bürgermeister seiner Heimatgemeinde Sankt Sebastian gewählt. Dieses Amt legte er 1994 nieder. 1976 wurde er Zentralbetriebsratsobmann der gesamten Bundesforste, wobei er diese Funktion bis Ende 1983 innehatte. Daneben war Brandl noch Vorstandsmitglied der steirischen Landarbeiterkammer.
Brandl wurden für seine Verdienste um die Republik Österreich das Große Silberne Ehrenzeichen der Republik Österreich verliehen.
Am 13. September 2006 starb Brandl drei Tage nach seinem 85. Geburtstag im LKH Leoben.